# Schwaneburgermoor
Schwaneburgermoor ist ein Ortsteil der Stadt Friesoythe im niedersächsischen Landkreis Cloppenburg.

## Geografie und Verkehrsanbindung
Der Ort liegt nordwestlich des Kernbereichs von Friesoythe direkt an der östlich verlaufenden B 401 und am östlich verlaufenden Küstenkanal.
Nördlich liegt das 137 ha große Naturschutzgebiet (NSG) Schwaneburger Moor-Nord und südlich das 68 ha große NSG Schwaneburger Moor.